# Asche (Sprache)
Die Sprache Asche (auch ashe, ache, ala, koro makama, koron ache, koron ala; ISO 639-3: ahs) ist eine platoide Sprache aus der Untergruppe der Koro-Sprachen innerhalb der Plateau-Sprachen.
Asche wird von insgesamt 35.000 Personen im nigerianischen Bundesstaat Kaduna gesprochen.
Die Sprache ist mit dem Begbere-Ejar [bqv] verwandt.